# 文水長拳
文水長拳，又稱左家拳，山西拳術，為中國武術流派之一。

## 源流
文水長拳乃是清朝末年山西知名鏢局鏢師左昌德所創，左昌德之父左文法曾隨少林寺武僧習武，擅長十路彈腿，左昌德成年後因打抱不平踢死人，跟隨師父白眉道人避往峨嵋山習武逃脫官府追捕，後隨義父张德茂走鏢，並在接手张德茂的鏢局後大力發展，与祁县心意拳名家戴二闾、平遥的槍法高手王正卿齊名為華北三杰，三人交情甚篤，左昌德自在結合少林、峨嵋等各派武功後創出文水長拳，後來左昌德年老將鏢局交給子孫經營後。歸鄉傳授文水長拳。

## 介紹
文水長拳以十路彈腿為其根基，看門拳法為面掌，又稱母子拳，手法以掌为主，舒展如绵，动作连綿不断，左家拳講究内练一口气，外练筋骨皮。见招不进先用顾手，橫順並用，高撑低壓中裹掩，鍛鍊手眼身法步，更是基本功。

## 套路
文水長拳的徒手套路有十路弹腿、面掌、大小流式、大小叉拳、桃花掌等。器械的套路中常用的有六合槍、五虎断门枪、虎臂枪、對劈刀、提柳刀、燕翅镗、状元笔、左氏双钩、二十八宿钩等，其中以左家双钩和燕翅镗最高明。

## 來源
1. 1 2 3  . 文水县人民政府.   [2023-01-16]. （原始内容存档于2023-01-16）.